# Несулкув
Несулкув (пол. Niesułków) — село в Польщі, у гміні Стрикув Зґерського повіту Лодзинського воєводства.
Населення — 198 осіб (2011).

## Демографія
Демографічна структура станом на 31 березня 2011 року:
|          | Загалом | Допрацездатний вік | Працездатний вік | Постпрацездатний вік |
| -------- | ------- | ------------------ | ---------------- | -------------------- |
| Чоловіки | 95      | 14                 | 72               | 9                    |
| Жінки    | 103     | 12                 | 59               | 32                   |
| Разом    | 198     | 26                 | 131              | 41                   |